# مصطفى حسين كامل
مصطفى حسين كامل أحمد مصطفى (مواليد 23 مارس 1960 مدينة بني سويف-) هو وزير وزارة البيئة المصرية، في حكومة الدكتور كمال الجنزوري سنة 2012، خرج في التعديل الوزاري من حكومة هشام قنديل في يناير 2013، أستاذي جامعي بكلية العلوم جامعة القاهرة، ورئيس قسم الجيوفيزياء بالكلية ومنسق برنامج علوم البترول، حصل على جائزة البحث العلمي في الجامعة من أكاديمية البحث العلمي والتكنولوجى سنة 2006 عن دراسة جدوى مشروع «تطبيق خلايا الوقود لتوليد الطاقة في المناطق التي لا يصلها كهرباء»، وهو مختص في القياسات الحقلية لدراسة طبيعة الأرض، وما تحويه من ثروات معدنية وخامات ومياه جوفية ومواد هيدروكربونية وغيرها إضافة إلى الدراسات البيئية المتقدمة، وربط كل ذلك باحتياجات سوق العمل.